# Raewyn Connell
Raewyn Connell, generalmente citada como R. W. Connell (3 de enero de 1944), es una socióloga australiana, especialmente conocida por su desarrollo del concepto de masculinidad hegemónica; también se ha ocupado de temas de clase, género y educación.
Como socióloga, Raewyn ha investigado sobre la estructura de las clases sociales (Ruling Class, Ruling Culture, 1977) (Class Structure in Australian History, 1980), y sobre cómo las jerarquías de clase y de género son hechas y rehechas en la vida cotidiana de las escuelas (Making the Difference, 1982; Teachers' Work, 1985).
Desarrolló una teoría social de las relaciones de género (Gender and Power, 1987; Gender: in World Perspective, 2002/2015), argumentando que el género es una estructura social dinámica y a gran escala, no solo una cuestión de identidad personal. En campos aplicados ha trabajado en pobreza y educación (Schools and Social Justice, 1993), sexualidad y prevención del SIDA, y en equidad de género.
Ha sido nombrada doctora honoris causa por la Universidad Pompeu Fabra.